# Gentiana saltuum
Gentiana saltuum är en gentianaväxtart som beskrevs av Marquand. Gentiana saltuum ingår i släktet gentianor, och familjen gentianaväxter. Inga underarter finns listade i Catalogue of Life.